# 水野隆一
水野 隆一（みずの りゅういち、1963年 - ）は、日本の聖書学者、賛美歌学者、牧師。専門はヘブライ語聖書学、賛美歌学。

## 経歴
大阪府出身。関西学院大学神学部卒業。同大学院神学研究科博士前期課程聖書神学専攻修了。南メソジスト大学パーキンス神学院修了（Master of Theological Studies cum laude）。関西学院大学博士（神学）。関西学院大学大学院神学研究科博士前期課程修了後、日本基督教団東梅田教会伝道師、関西学院大学神学部助手、同講師、同助教授を経て、現在、関西学院大学神学部長、同教授、日本基督教団讃美歌委員会委員長、日本基督教団正教師。土井健司とは、関西学院大学神学部、同大学院神学研究科博士前期課程時代同級生で、現在は同僚。

## 単著
- 『アブラハム物語を読む　文芸批評的アプローチ』新教出版社、2006年

## 共編著
- 『聖書の解釈と正典 開かれた「読み」を目指して』関西学院大学キリスト教と文化研究センタ編 辻学,嶺重淑,樋口進共著　キリスト新聞社　2007年
- 『教会音楽ガイド』（越川弘英、塚本潤一共編）日本基督教団出版局、2010年
- 『子どもと教会 第44回神学セミナー』関西学院大学神学部編 小見のぞみ,小林よう子,中道基夫,服部多朗共著　キリスト新聞社　2011年　関西学院大学神学部ブックレット

## 翻訳
- スロントヴァイト『エズラ記・ネヘミヤ記』現代聖書注解、日本基督教団出版局、1997年
- 『世界の礼拝　シンフォニア・エキュメニカ式文集』（神田健次日本語版監修　打樋啓史,中道基夫共訳）日本基督教団出版局、2004年
- ロバート・ジェンソン『雅歌』（現代聖書注解）日本基督教団出版局、2008年